# Adrian Davies (squash)
Pour les articles homonymes, voir Davies.
Adrian Davies, né le 6 janvier 1966 à Llanelli, est un joueur professionnel de squash représentant le pays de Galles. Il atteint le dixième rang mondial en juillet 1991, son meilleur classement. Pendant sa carrière, c'est un des plus proches amis de Jahangir Khan.

## Palmarès

### Finales
- Championnats d'Europe : 1990